# Intentos de destitución de Donald Trump de 2021
Los intentos de destitución de Donald Trump, producidos a comienzos de 2021, se dieron tras el asalto al Capitolio de los Estados Unidos, ocurrido el miércoles 6 de enero de ese año por parte de partidarios del presidente saliente Trump. Este fue acusado por diversos funcionarios del gobierno federal de incitación a la violencia por alentar el evento, motivo por el cual pidieron su destitución del cargo. Los miembros demócratas y republicanos del Congreso, incluida la presidenta la Cámara, Nancy Pelosi, el líder de la minoría en el Senado Chuck Schumer y funcionarios asociados, llegaron a solicitar que se despojara a Donald Trump de los poderes y deberes que el puesto de presidente le otorga auspiciándose en la Sección 4 de la 25.ª enmienda a la Constitución de los Estados Unidos, exigiéndose su inmediata renuncia al cargo o, en su defecto, su destitución mediante un juicio político y posterior condena. 
El martes 11 de enero de 2021, nueve días antes de la toma de posesión del presidente electo Joe Biden, se presentó a la Cámara de Representantes el artículo de acusación en el que se implicaba a Trump como incitador de «acciones ilegales en el Capitolio». El artículo, que contó con las firmas de más de 200 copromotores, citaba dentro del plan contra el Capitolio la llamada que el presidente Trump hizo al secretario de Estado de Georgia, Brad Raffensperger, para que cambiara los totales de votos del estado de las elecciones presidenciales de 2020.

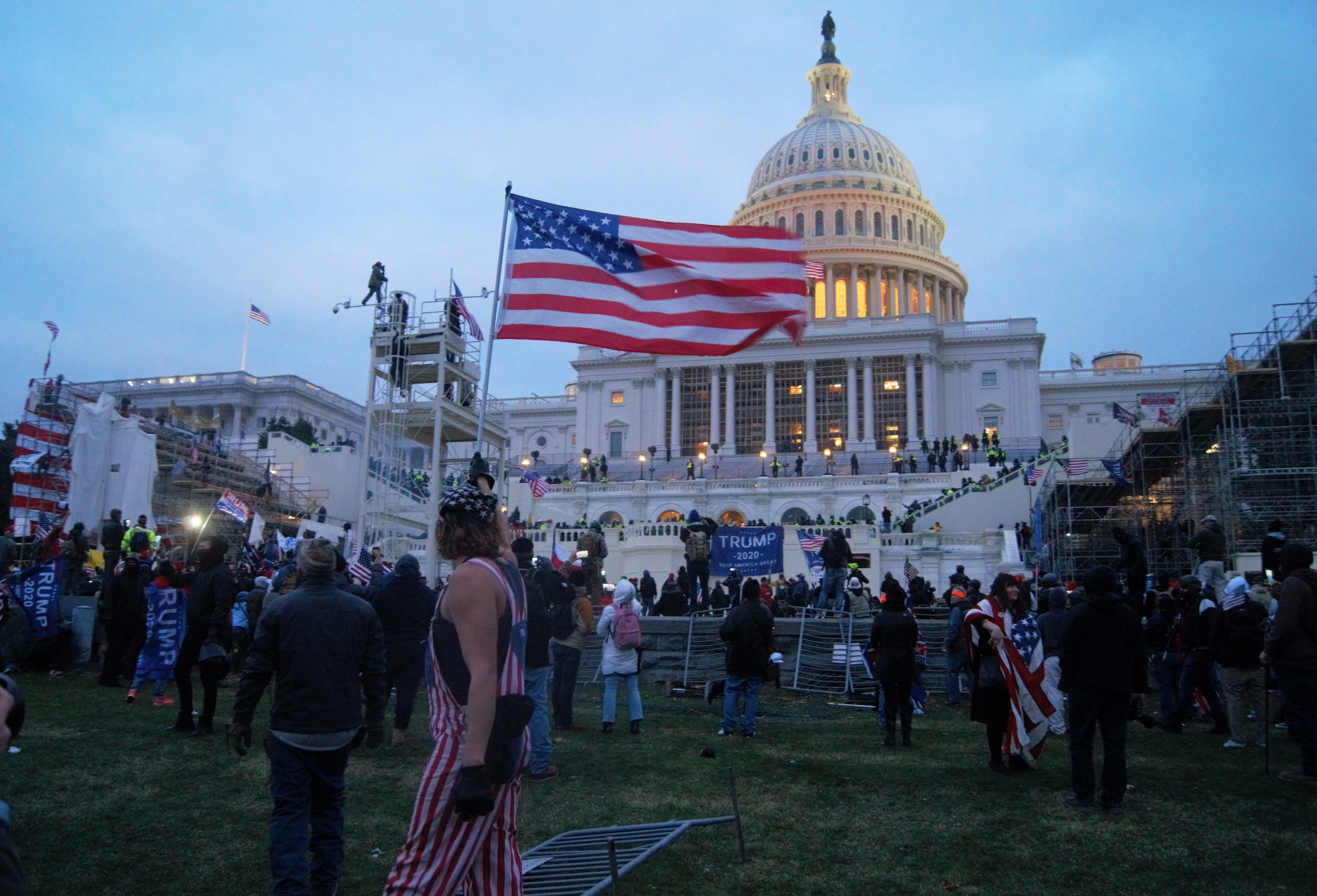
Exterior del Capitolio en la tarde del 6 de enero de 2021, en los instantes en que decenas de personas irrumpieron en su interior.

El miércoles 13 de enero, la Cámara de Representantes votaba favorablemente por un segundo proceso de destitución (impeachment) contra el presidente Donald Trump, por 232 votos favorables (los 222 demócratas más 10 representantes republicanos) y 197 votos en contra (todos republicanos). Los gerentes de juicio político de la Cámara de Representantes iniciaron formalmente el inicio del juicio político el 25 de enero al entregar al Senado el cargo contra Trump. Los nueve gerentes estuvieron encabezados por el gerente principal de juicio político, el representante Jamie Raskin, que leyó en la Cámara Alta el artículo de juicio político. El juicio en el Senado quedó programado para el 9 de febrero. No fue presidido por el presidente del Tribunal Supremo John Roberts, como pasó en el primer juicio a Trump, sino por el presidente pro tempore del Senado, Patrick Leahy.

## Escenarios
Se produjeron cuatro escenarios distintos, con diferentes acciones y consecuencias:
- Renuncia: el presidente Trump tuvo en su mano la potestad de dimitir. De haber ocurrido, el vicepresidente Mike Pence se hubiera convertido en el 46.ª presidente de los Estados Unidos, el presidente en servicio más corto de todos los tiempos, estando en el cargo solo por unos días. Hubiera sido la segunda vez en la historia que un presidente dimitiera voluntariamente (después de Richard Nixon en 1974 por el escándalo Watergate).
- Uso de la 14.ª enmienda: de haberse aplicado la Sección 3 de la decimocuarta enmienda constitucional, que inhabilita al presidente de "incurrir en insurrección o rebelión" contra la Constitución, los estados y los órganos legislativos (Congreso y Senado), el vicepresidente Pence se convertía en el 46 presidente de los Estados Unidos, siendo presidente numerario, por lo que Joe Biden sería el presidente número 47.
- Uso de la 25.ª enmienda: si se recurría a la 25.ª enmienda, Pence se convertiría en presidente interino, asumiendo los "poderes y deberes de la oficina" del presidente, y Trump cumpliría su mandato solo de nombre. También hubiera sido la primera vez en la historia que se invocaría dicha Sección 4 de la enmienda.[9][10]
- Acusación y condena: con el juicio político y una condena, Pence habría sido presidente con efectos inmediatos. Contra Trump se produjo la acusación, llegando a ser el primer presidente en la historia de Estados Unidos en ser acusado dos veces.[11][12]

## Posibilidad de dimisión
El presidente de los Estados Unidos puede renunciar a su cargo y, según la Sección 1 de la 25.ª enmienda, el vicepresidente de turno, en este caso Mike Pence, pasaría inmediatamente a convertirse en presidente, en lugar de simplemente asumir los poderes y deberes de la presidencia como presidente interino.
Presionado por su administración, la amenaza de destitución y numerosas renuncias, Trump pronunció un discurso televisado en el que se comprometió a una transición ordenada del poder en un comunicado. Tres días después, el 9 de enero, The New York Times informó que Trump les dijo a los asistentes de la Casa Blanca que lamentaba esta declaración y que no había posibilidad de que renunciara a su cargo.

## Encomendación a la 14.ª enmienda
La 14.ª enmienda a la Constitución de los Estados Unidos es una de las enmiendas posteriores a la Guerra Civil, e incluye, entre otras, la Cláusula del Debido Proceso y la Cláusula sobre protección igualitaria. Fue propuesta el 13 de junio de 1866, y ratificada el 9 de julio de 1868. La enmienda fue fuertemente impugnada, particularmente por los estados de la Confederación derrotada, que se vieron obligados a ratificarla para recuperar la representación en el Congreso.
En su Sección 3 se establece:

Sección 3. Ninguna persona podrá ser senador o representante en el Congreso, ni elector del presidente y vicepresidente de los Estados Unidos, u ocupar cargos, civiles o militares, en los Estados Unidos, o en cualquier estado, si, habiendo prestado juramento previamente como miembro del Congreso, o como oficial de los Estados Unidos, o como miembro de cualquier legislatura de algún estado, o como oficial del poder ejecutivo o judicial de ese estado, para defender la Constitución de los Estados Unidos, ha incurrido en insurrección o rebelión contra los mismos, o ha dado auxilio o consuelo a sus enemigos. Pero el Congreso puede, por voto de dos tercios de cada Cámara, retirar tal inhabilidad.
Texto de la XIV enmienda de la Constitución.

Alexandria Ocasio-Cortez fue una de las representantes demócratas que apoyó la invocación de la 14.ª enmienda, y Nancy Pelosi agradeció a sus colegas por sus contribuciones a las discusiones sobre tal enmienda en una carta a sus compañeros de partido.

## Encomendación a la 25.ª enmienda
En la noche del 6 de enero, CBS News informó de que varios miembros del gabinete estaban discutiendo la invocación de Sección IV de la 25.ª enmienda.

Sección 4. Cuando el vicepresidente y la mayoría de los principales funcionarios de los departamentos ejecutivos o de cualquier otro cuerpo que el Congreso autorizara por ley trasmitieran al presidente pro tempore del Senado y al presidente de la Cámara de Representantes su declaración escrita de que el presidente está imposibilitado para ejercer los poderes y obligaciones de su cargo, el vicepresidente inmediatamente asumirá los poderes y obligaciones del cargo como presidente en funciones. Por consiguiente, cuando el presidente transmitiera al presidente pro tempore del Senado y al presidente de la Cámara de Representantes su declaración escrita de que no existe imposibilidad alguna, asumirá de nuevo los poderes y obligaciones de su cargo, a menos que el vicepresidente y la mayoría de los funcionarios principales de los departamentos ejecutivos o de cualquier otro cuerpo que el Congreso haya autorizado por ley transmitieran, en el término de cuatro días, al presidente pro tempore del Senado y al presidente de la Cámara de Representantes su declaración escrita de que el presidente está imposibilitado para ejercer los derechos y deberes de su cargo. Entonces el Congreso decidirá qué solución debe adoptarse, para lo cual se reunirá en el término de cuarenta y ocho horas, si no estuviera en sesión. Si el Congreso, en el término de veintiún días de recibida la ulterior declaración escrita o, de no estar en sesión, dentro de los veintiún días de haber sido convocado a reunirse, determinara por voto de las dos terceras partes de ambas Cámaras que el presidente está imposibilitado para ejercer los poderes y obligaciones de su cargo, el vicepresidente continuará desempeñando el cargo como presidente en funciones; de lo contrario, el presidente asumirá de nuevo los derechos y deberes de su cargo.
Texto de la XXV enmienda de la Constitución.

Los diez demócratas en el Comité Judicial de la Cámara, encabezados por el representante David Cicilline, enviaron una carta al vicepresidente Mike Pence para "instarlo enfáticamente" a que invocara dicha enmienda y declarara a Trump "incapaz de cumplir con los poderes y deberes de su cargo, "alegando que él incitó y toleró los disturbios. Un día más tarde, el 7 de enero, Mike Pence no se había nombrado al respecto sobre dicha decisión ni había mostrado el nivel de apoyo que tendría a tal medida. Para la invocación, al menos Pence y ocho miembros del gabinete, que comprenden una mayoría simple, tendrían que dar su consentimiento. Además, si Trump lo impugnase, cualquier posible invocación estaría sujeta a un voto de aprobación en ambas cámaras del Congreso, con una supermayoría de dos tercios necesaria en cada cámara para sostenerla.
En debate sobre la invocación de la enmienda dentro del gabinete Trump se encontraban (a 8 de enero) los secretarios de Estado Mike Pompeo y del Tesoro Steven Mnuchin, así como en su momento la secretaria de Educación (hasta su renuncia) Betsy DeVos. DeVos acabaría renunciando al creer imposible que Trump pudiera ser destituido después de enterarse de que el vicepresidente Mike Pence se opuso a los llamamientos para invocar dicha enmienda antes del 20 de enero.
Así mismo, la invocación de la 25.ª enmienda permite al Congreso establecer un comité para determinar cuándo un presidente no es apto para servir, si bien esta situación no se ha dado por el momento desde su promulgación tras la muerte de John Fitzgerald Kennedy. pero ese comité nunca se ha establecido. En mayo de 2017, el representante demócrata Jamie Raskin presentó un proyecto de ley que habría establecido un "organismo independiente no partidista: la Comisión de Supervisión de la Capacidad Presidencial". Dicho proyecto contó con el aval de 20 copromotores. En octubre de 2020, Raskin y Pelosi presentaron un proyecto de ley similar. El proyecto de ley especifica que la comisión tendría 16 miembros: cuatro médicos, cuatro psiquiatras, cuatro estadistas republicanos jubilados, cuatro estadistas demócratas jubilados, más una decimoséptima persona que presidiría el comité. En ese punto, tal proyecto contó con 38 copromotores.
El Comité de Reglas de la Cámara se reunió el martes 12 de enero de 2021 para debatir y votar una resolución no vinculante en la que se pedía a Pence que invocase la 25.ª enmienda. Más tarde, el vicepresidente Pence reiteró su posición de no invocar dicha enmienda constitucional, de acuerdo con una carta enviada a la presidenta de la Cámara de Representantes Nancy Pelosi a última hora de aquel día. En ella, afirmaba que la Sección 3 de la Enmienda 25 daba al presidente la autoridad para transmitir sus poderes a su vicepresidente. Si estaba médicamente incapacitado o discapacitado por consentimiento escrito, la Sección 4 era en el caso de que el consentimiento por escrito fuera imposible o demasiado tarde para emitir para que el vicepresidente pudiera asumir la autoridad temporal con la mayoría del Gabinete. Tras ese preludio, concluía que invocar la Sección 4 para castigar y usurpar el puesto al presidente Trump en medio de una transición presidencial socavaría y sentaría un precedente terrible para la estabilidad del poder ejecutivo y del gobierno federal de Estados Unidos. Al término del día, y tras el debate sobre la resolución, la Cámara de Representantes procedió a votar favorablemente la petición de que Pence invocara la 25.ª enmienda. La resolución fue aprobada con 223 votos a favor, 205 en contra y 5 sin voto (todos republicanos). El único republicano que rompió la disciplina de partido y apoyó la demanda demócrata fue el representante por Illinois Adam Kinzinger.

## Proceso de acusación

### Resolución de Ilhan Omar
Los artículos de acusación fueron presentados el 7 de enero. En ese momento, la resolución estaba dirigida por Ilhan Omar y codirigida por Cicilline, Ted Lieu, Al Green, Hank Johnson, Ayanna Pressley, Rashida Tlaib, Vicente González, Jamaal Bowman, Mondaire Jones, Veronica Escobar, Alexandria Ocasio-Cortez y Cori Bush; y apoyado por más de sesenta firmas. En las primeras horas de la mañana del 8 de enero, Omar publicó un extracto del borrador de los artículos de acusación en su cuenta de Twitter. En esos documentos declaraban que "cada hora que Donald Trump permanece en el cargo, nuestro país, nuestra democracia y nuestra seguridad nacional siguen en peligro".

Artículo 1. En su desempeño del cargo de presidente de los Estados Unidos, Donald John Trump, y en violación de su juramento constitucional de ejecutar fielmente el cargo de presidente [...] y, en la medida de sus posibilidades, preservar, proteger y defender la Constitución de los Estados Unidos, y en violación de su deber constitucional de velar por que las leyes se ejecuten fielmente, Donald John Trump ha abusado de los poderes de la Presidencia al tentar a anular ilegalmente los resultados de las elecciones presidenciales del 13 de noviembre de 2020 en el estado de Georgia. El 2 de enero de 2021, el presidente violó su deber constitucional de velar por que las leyes de los Estados Unidos se ejecuten fielmente cuando, en una llamada grabada, pidió repetidamente al secretario de Estado de Georgia, Brad Raffensperger, que revocara los resultados finalizados y verificados de las elecciones presidenciales de noviembre de 2020 en el estado de Georgia. El presidente Trump hizo un mal uso del poder de su oficina al amenazar a un funcionario electo con consecuencias no especificadas si no perseguía las afirmaciones falsas del presidente e intentaba coaccionar a un funcionario electo para que cometiera fraude. Sus acciones y declaraciones en esta llamada equivalieron a una interferencia con el proceso de elección imparcial, una contravención indirecta tanto de la ley federal como de las leyes del estado de Georgia. En todo esto, Donald John Trump ha actuado de manera contraria a su confianza como presidente y subversivo del gobierno constitucional, con gran perjuicio de la causa del derecho y la justicia y con el manifiesto agravio del pueblo de Estados Unidos. Por lo tanto, Donald John Trump, por tal conducta, justifica el juicio político y el juicio, la destitución del cargo y la descalificación para ocupar y disfrutar de cualquier cargo de honor, confianza o lucro en los Estados Unidos.

Artículo 2. En su desempeño del cargo de Presidente de los Estados Unidos, y en violación de su juramento constitucional, fe para desempeñar plenamente el cargo de Presidente de los Estados Unidos y, en la medida de sus posibilidades, preservar, proteger y defender la Constitución de los Estados Unidos, y en violación de su deber constitucional de velar por que las leyes se cumplan plenamente, Donald John Trump ha abusado de los poderes de la Presidencia para incitar a la violencia y orquestar un intento de golpe de Estado contra nuestro país. El 6 de enero de 2021, el presidente Trump alentó a las personas a viajar a Washington, Distrito de Columbia, con el único propósito de incitar a la violencia y obstruir al Congreso para que se involucre en su tarea legislativa constitucionalmente ordenada de certificar los resultados del colegio electoral de las elecciones de 2020. Incitó a una multitud de simpatizantes en Washington D. C. a atacar violentamente el Capitolio de los Estados Unidos mientras ambas cámaras del Congreso estaban en sesión, diciendo: "Nunca recuperarás nuestro país con debilidad. Tienes que demostrar fuerza y tienes que ser fuerte". Después de que esos partidarios violaron violentamente el Capitolio, emitió una declaración adicional repitiendo sus falsas afirmaciones de fraude electoral y diciendo a los miembros de la mafia: "Los amamos, son muy especiales". En todo esto, Donald John Trump ha actuado de manera contraria a su confianza como presidente y subversivo del gobierno constitucional, con gran perjuicio de la causa del derecho y la justicia y con el manifiesto agravio del pueblo de Estados Unidos. Por lo tanto, Donald John Trump, por tal conducta, justifica el juicio político y el juicio, la destitución del cargo y la descalificación para ocupar y disfrutar de cualquier cargo de honor, confianza o lucro en los Estados Unidos.

### Resolución de David Cicilline
El representante, también demócrata, David Cicilline redactó por separado un artículo de acusación. El texto final fue defendido el lunes 11 de enero, aunque el borrador ya estaba en medios como la CNN el 8 de enero. En Twitter, Cicilline reconoció la coautoría de Ted Lieu y Jamie Raskin y dijo que "más de 110" miembros habían firmado este artículo. Resumidamente, en un único artículo, se acusaba al presidente Donald Trump de incitar "a la insurrección" y de hacer "deliberadamente declaraciones que alentaron, y previsiblemente resultaron en, una acción ilegal inminente en el Capitolio". Como resultado, "una turba ilegalmente lo traspasó y se involucró en actos violentos, mortales, destructivos y sediciosos".

Artículo 1. La Constitución dispone que los representantes de la Cámara de Representantes "tendrán el poder exclusivo de acusación" y que el presidente "será destituido de su cargo en caso de acusación y condena por traición, soborno u otros delitos graves y faltas". Además, la sección 3 de la Decimocuarta Enmienda a la Constitución prohíbe a cualquier persona que haya "participado en una insurrección o rebelión contra los Estados Unidos" ocupar cualquier cargo. En su conducta mientras era presidente de los Estados Unidos, y en violación de su juramento constitucional de ejecutar fielmente el cargo de presidente de los Estados Unidos y, en la medida de sus posibilidades, preservar, proteger y defender la Constitución de los Estados Unidos, y en violación de su deber constitucional de velar por que las leyes se ejecuten fielmente, Donald John Trump incurrió en delitos graves y faltas al incitar a la violencia contra el Gobierno de los Estados Unidos.
 El 6 de enero de 2021, de conformidad con la 12.ª enmienda a la Constitución de los Estados Unidos, el vicepresidente de los Estados Unidos, la Cámara de Representantes y el Senado se reunieron en el Capitolio de los Estados Unidos para una Sesión Conjunta del Congreso para contar los votos del Colegio Electoral. En los meses previos a la Sesión Conjunta, el presidente Trump emitió repetidamente declaraciones falsas afirmando que los resultados de las elecciones presidenciales fueron producto de un fraude generalizado y no deberían ser aceptados por el pueblo estadounidense ni certificados por funcionarios estatales o federales. Poco antes de que comenzara la sesión conjunta, el presidente Trump se dirigió a una multitud en la Elipse en Washington D. C. Allí, reiteró afirmaciones falsas de que "ganamos estas elecciones y las ganamos por abrumadora mayoría". También hizo deliberadamente declaraciones que, en contexto, alentaron, y previsiblemente resultaron en, acciones ilegales en el Capitolio [...] Así incitados por el presidente Trump, miembros de la multitud a la que se había dirigido, en un intento de, entre otros objetivos, interferir con el solemne deber constitucional de la Sesión Conjunta de certificar los resultados de las elecciones presidenciales de 2020, violaron y vandalizaron ilegalmente el Capitolio, hirieron y mataron a un miembro de las fuerzas del orden público, amenazaron a miembros del Congreso, al vicepresidente y al personal del Congreso, y participaron en otros actos violentos, mortales, destructivos y sediciosos. La conducta del presidente Trump el 6 de enero de 2021 siguió a sus esfuerzos anteriores para subvertir y obstruir la certificación de los resultados de las elecciones presidenciales de 2020. Esos esfuerzos anteriores incluyeron una llamada telefónica el 2 de enero de 2021, durante la cual el presidente Trump instó al secretario de estado de Georgia, Brad Raffensperger, a "encontrar" suficientes votos para anular los resultados de las elecciones presidenciales de Georgia y amenazó al secretario si fracasaba para hacerlo.
En todo esto, el presidente Trump puso en grave peligro la seguridad de Estados Unidos y sus instituciones de gobierno. Amenazó la integridad del sistema democrático, interfirió con la transición pacífica del poder y puso en peligro una rama del gobierno igualitaria. Allí traicionó su confianza como presidente, para agravio manifiesto del pueblo de los Estados Unidos. Por lo tanto, Donald John Trump, con tal conducta, ha demostrado que seguirá siendo una amenaza para la seguridad nacional, la democracia y la Constitución si se le permite permanecer en el cargo, y ha actuado de una manera tremendamente incompatible con el autogobierno y el imperio de ley. Por lo tanto, Donald John Trump garantiza el juicio político y el juicio, la destitución de su cargo y la descalificación para ocupar y disfrutar de cualquier cargo de honor, confianza o lucro bajo los Estados Unidos.

### Votación de la Cámara de Representantes
La Cámara de Representantes solicitó al vicepresidente la invocación de la 25.ª enmienda. Al no articular dicha disposición Mike Pence, se dejaba vía libre para que la cámara baja decidiera debatir y votar las denuncias interpuestas por varios congresistas el miércoles 13 de enero, una semana después de los sucesos del Capitolio, para acusar al presidente de "incitación a la insurección". El texto, con un único artículo de acusación, presentado el lunes 11 de enero por los representantes demócratas Jaime Raskin, Ted Lieu y David Cicilline, mostraba que Trump había "demostrado que seguirá siendo una amenaza para la seguridad nacional, la democracia y la Constitución si se le permite permanecer en el cargo, y ha actuado de una manera tremendamente incompatible con el autogobierno y el estado de derecho".
El miércoles 13 de enero, la Cámara de Representantes votaba favorablemente por un segundo proceso de destitución contra el presidente Donald Trump, por 232 votos favorables (los 222 demócratas más 10 representantes republicanos) y 197 votos en contra (todos republicanos). Con ello, la Cámara de Representantes pasaba el relevo al Senado, donde se celebraría el juicio político. El Senado no se reunió hasta el 19 de enero, lo que impidió las motivaciones de algunos congresistas demócratas de iniciar el impeachment paralelo a la toma de posesión de Joe Biden.

## Soporte para un juicio político o remoción
A primera hora de la mañana del viernes 8 de enero, más de 200 miembros del Congreso habían pedido que se impugnara a Trump o que se destituyera a través de los métodos descritos en la Constitución.
 Otras personalidades de los medios de comunicación y de organizaciones políticas también expresaron su apoyo a tales acciones. Cualquier juicio político por parte de la Cámara de Representantes, para su destitución, requeriría un juicio y una condena en el Senado, con la concurrencia de dos tercios de los senadores presentes y votantes, tiempo durante el cual Trump permanecería en el cargo. A fecha del 7 de enero, el grado de apoyo entre los senadores para un proceso de juicio político no estaba claro, particularmente dado el tiempo necesario para organizar un juicio y la corta duración restante de la presidencia de Trump.

### Acusaciones
Demócratas
Muchos congresistas demócratas pidieron la destitución inmediata de Trump por parte del Congreso. La presidenta de la Cámara de Representantes de los Estados Unidos, Nancy Pelosi, del Partido Demócrata, instó a la destitución presidencial, adelantando que estaría preparada para votar los artículos para un nuevo juicio político. De no suceder así, Pelosi advirtió que Trump es "una persona muy peligrosa que no debería continuar en el cargo". Al prometer acusar nuevamente a Trump si su gabinete no lo destituye, la presidenta acusó al presidente de incitar "una insurrección armada contra Estados Unidos" y que "la alegre profanación del Capitolio de Estados Unidos, que es el templo de nuestra democracia estadounidense, y la violencia apuntar al Congreso son horrores que mancharán para siempre la historia de nuestra nación, instigados por el presidente". El líder de la minoría del Senado, el demócrata Chuck Schumer, también ha pedido la destitución inmediata de Trump de su cargo, al igual que muchos otros miembros demócratas del Senado de Estados Unidos.
Republicanos
El 6 de enero, cuatro "altos funcionarios electos republicanos" dijeron a CNN que creían que Trump debería ser destituido a través, mientras que otros dos funcionarios electos republicanos dijeron que Trump debería ser destituido mediante un juicio político. El 8 de enero, CNN informó que dos miembros republicanos de la Cámara, a quienes no nombraron, dijeron que considerarían votar por un juicio político. Uno explicó: "Experimentamos el ataque; no necesitamos largas audiencias sobre lo sucedido".
Horas después de los sucesos del Capitolio, en una entrevista en Fox News, la exgobernadora de Alaska y candidata a la vicepresidencia en 2008 Sarah Palin, rechazaba los ataques y llegó a criticar al Partido Republicano por perder de vista sus planes de política, pidiendo la creación de un tercer partido "sano, sano y pacífico". También el representante Mitt Romney, candidato en 2012 a la presidencia, tachó de irresponsabilidad los ataques en Washington, culpando a Trump de incitar a la "insurrección".
El 8 de enero, el senador republicano Ben Sasse dijo que estaba dispuesto a considerar un juicio político porque Trump había violado su juramento. El republicano de la Cámara de Representantes Adam Kinzinger también había pedido la destitución del presidente. Poco después, la también senadora Lisa Murkowski pidió abiertamente su dimisión. El actor Arnold Schwarzenegger, quien fuera gobernador de California por el Partido Republicano, mostró su malestar por los ataques del Capitolio, expresando: "Esa no es nuestra América. Esa no es mi América". También advirtió a Trump que necesitaba poner fin a la táctica "estúpida, loca y malvada" de aferrarse al poder.
Comenzada la semana del 10 de enero, al menos 24 antiguos representantes republicanos en el Congreso y el Senado se manifestaron en apoyo del juicio político:
- Congresista Mary Bono (California, 1998–2013)
- Congresista Tom Campbell (California, 1995–2001)
- Congresista Rodney Chandler (Washington, 1983–1993)
- Congresista Tom Coleman (Misuri, 1976–1993)
- Congresista Barbara Comstock (Virginia, 2015–2019)
- Congresista Charlie Dent (Pensilvania, 2005-2018)
- Congresista Charles Djou (Hawái, 2010-2011)
- Senador David Durenberger (Minnesota, 1978–1995)
- Congresista Mickey Edwards (Oklahoma, 1977-1993)
- Congresista Wayne Gilchrest (Maryland, 1991-2009)
- Congresista James C. Greenwood (Pensilvania, 1993-2005)
- Congresista Bob Inglis (Carolina del Sur, 1993–1999; 2005-2011)
- Congresista David Jolly (Florida, 2014–2017)
- Senador Gordon J. Humphrey (Nuevo Hampshire, 1979–1990)
- Congresista Steven Kuykendall (California, 1999–2001)
- Congresista Jim Leach (Iowa, 1977-2007)
- Congresista John LeBoutillier (Nueva York, 1981–1983)
- Congresista Mike Parker (Misisipi, 1989-1999)
- Congresista Denver Riggleman (Virginia, 2019–2021)
- Congresista Claudine Schneider (Rhode Island, 1981–1991)
- Congresista Joe Schwarz (Míchigan, 2005–2007)
- Congresista Peter Plympton Smith (Vermont, 1989-1991)
- Congresista Alan Steelman (Texas, 1973-1977)
- Congresista Peter G. Torkildsen (Massachusetts, 1993–1997)

Otras administraciones
El exjefe del gabinete de la Casa Blanca, John Kelly, que estuvo durante los primeros meses de la administración Trump, dijo que votaría para destituirle si aún formara parte de la misma.
Gobernadores
Los siguientes gobernadores y vicegobernadores expresaron su posicionamiento a favor de la destitución presidencial:
- Larry Hogan, gobernador de Maryland (republicano).[55]
- Boyd Rutherford, vicegobernador de Maryland (republicano).[56]
- Roy Cooper, gobernador de Carolina del Norte (demócrata).[57]
- J. B. Pritzker, gobernador de Illinois (demócrata).[58]
- Phillip Scott, gobernador de Vermont (republicano).[59]
- Charlie Baker, gobernador de Massachusetts (republicano).[60]
- Ralph Northam, gobernador de Virginia (demócrata).[61]
- Andrew Cuomo, gobernador de Nueva York (demócrata).[62]
- Jay Inslee, gobernador de Washington (demócrata).[63]
- Phil Murphy, gobernador de Nueva Jersey (demócrata).[64]
- Gavin Newsom, gobernador de California (demócrata).[65]

Exgobernadores
- Arnold Schwarzenegger, exgobernador de California (republicano, 2003-2011).[66]
- Chris Christie, exgobernador de Nueva Jersey (republicano, 2010-2018).[67]
- William Weld, exgobernador de Massachusetts (republicano, 1991-1997).[68]

Medios de comunicación
Periodistas, académicos, politólogos y colaboradores mediáticos como Yoni Appelbaum (The Atlantic), David French (Time), Austin Sarat y Tom Nichols (USA Today), David Landau, Rosalind Nixon y Bret Stephens (The New York Times), entre otros, pidieron la destitución de Trump por segunda vez.
Varios comentaristas conservadores, incluidos Meghan McCain, Rod Dreher, Daniel Larison (The American Conservative), John Podhoretz (Commentary), Tiana Lowe y Eddie Scarry (The Washington Examiner) o Matthew Continetti, escribiendo en National Review, expresaron su apoyo al juicio político y/o a la invocación de la vigésimo quinta enmienda constitucional para la destitución de Trump. Por su parte, comentaristas progresistas como John Nichols (The Nation) y Matt Ford (The New Republic) también pidieron que Trump sea acusado y descalificado perpetuamente de un cargo público.
Los medios llamaron a la toma armada del Capitolio un "acto de sedición". Un editorial de The Washington Post expresaba que el presidente Trump tiene una "tenencia continua en el cargo supone una grave amenaza para la democracia estadounidense", así como para el orden público y la seguridad nacional, y pidió Pence a comenzar inmediatamente el proceso de destitución para declarar a Trump "incapaz de cumplir con los poderes y deberes de su oficina" para que Pence pudiera servir hasta la toma de posesión de Biden el 20 de enero. La junta editorial del Wall Street Journal invitó a Trump a renunciar, calificando sus actos de "impugnables" y declarando que el presidente había "cruzado una línea constitucional que Trump no había cruzado previamente".
Otras organizaciones
El Proyecto Lincoln, un comité de acción política formado por republicanos anti-Trump y ex republicanos, pidió a la Cámara de Representantes y al Senado que "acusen de inmediato a Donald Trump por dirigir y provocar este ataque".
La Asociación Nacional de Manufacturas también solicitó a Pence que "considere seriamente" invocar la vigésimo quinta enmienda.
La ONG Freedom House emitió un comunicado de prensa pidiendo la destitución inmediata del presidente Trump, mediante la renuncia, la aplicación constitucional o el juicio político.

## Oposición
El 8 de enero, el senador Lindsey Graham tuiteó que el juicio político "hará más daño que bien". Continuando el hilo, dio a entender que Pelosi y Schumer estaban preocupados por su propia supervivencia política y que esto explicaba por qué querían acusar a Trump.
El exasesor de Seguridad Nacional John Bolton pidió la renuncia de Trump; sin embargo, argumentó en contra tanto de la invocación de la 25.ª enmienda como del juicio político, alegando que era una "muy mala idea", que la enmienda era la sección "peor redactada" de la Constitución, y daría lugar a "dos presidencias en competencia" si Trump las invoca y desafía.

## Renuncias
Varios miembros de la administración Trump renunciaron en protesta a raíz de la violación del Capitolio. Estos miembros fueron:
- Elaine Chao, secretaria de Transporte.[92]
- Betsy DeVos, secretaria de Educación.[93]
- Stephanie Grisham, Secretaria de prensa de la primera dama.[94]
- Sarah Matthews, subsecretaria de prensa de la Casa Blanca.[95]
- Rickie Niceta, secretario social de la Casa Blanca.[96]
- Matt Pottinger, asesor adjunto de Seguridad Nacional.[97]
- Mick Mulvaney, exjefe de gabinete de la Casa Blanca y enviado especial de Estados Unidos para Irlanda del Norte.[98]
- Chad Wolf, secretario de Seguridad Nacional.[99]